# Cripta di San Giovanni Battista
La cripta di San Giovanni Battista è una chiesa rupestre ubicata a Cutrofiano, nei pressi della località di San Giovanni Piscopo.

## Storia e descrizione
La cripta di San Giovanni Battista, tra il VIII e il X secolo, ospitò una comunità di monaci basiliani: vari reperti ritrovati hanno confermato che fosse ancora in uso tra il XIII e il XVI secolo. Successivamente, così come il resto del casale, venne abbandonata.
La cripta, posta nella località di San Giovanni Piscopo, a circa un chilometro dal centro di Cutrofiano, è interamente scavata nella roccia: ad essa di accede tramite una serie di gradini, sempre scolpiti nella pietra e ha una pianta circolare dal diametro di circa cinque metri, al centro della quale è posta una colonna di cui rimane solo la parte inferiore. Originariamente doveva possedere un ciclo di affreschi, andato perduto e di cui rimangono alcune tracce nei pressi dell'ingresso. All'interno, durante indagini archeologiche, vennero ritrovati una base di colonna, appartenuta però ad un altro edificio, una lastra sepolcrale proveniente dalla vicina necropoli e frammenti di ceramica. Nei pressi della cripta si trova la chiesa di San Giovanni Battista, un frantoio ipogeo, una necropoli medievale e una cisterna.